# Trung ương Cục Đảng Cộng sản Trung Quốc khóa III
Trung ương Cục Đảng Cộng sản Trung Quốc khóa 3 (chữ Hán: 中国共产党第三届中央局) do Đại hội đại biểu Toàn quốc Đảng Cộng sản Trung Quốc lần thứ ba bầu ra vào tháng 6 năm 1923 ở thành phố Quảng Châu, Trung Quốc.

## Ủy viên
1. Trần Độc Tú
2. Thái Hòa Sâm (蔡和森)
3. Mao Trạch Đông
4. La Chương Long (罗章龙)
5. Đàm Bình Sơn (谭平山), sau đó chuyển cho Vương Hà Ba (王荷波)